# Silniczka
Silniczka – wieś w Polsce położona w województwie łódzkim, w powiecie radomszczańskim, w gminie Żytno.
W latach 1975–1998 miejscowość administracyjnie należała do województwa częstochowskiego.

## Historia
Wieś pojawia się na kartach historii w XVI w. jako Schyelnicza minor, Schylnycza czy Syelnyczka. Według dokumentów w 1552 roku folwark Silniczka był własnością Piotra z rodu Majów herbu Starykoń. W Silniczce znajdował się niegdyś dwór tego rodu, jednakże nie przetrwał do czasów obecnych.
W rękach Majów miejscowość pozostawała aż do XVIII wieku, kiedy to po małżeństwie Magdaleny Maj herbu Starykoń i Stanisława Ostrowskiego herbu Korab, przeszła w wianie do rodu Ostrowskich. Już w 1717 roku w metrykach Stanisław Ostrowski zapisywany jest jako dziedzic i posesoer dóbr Silniczki.
5 i 6 września 1939 Niemcy po wkroczeniu do wsi rozstrzelali 7 rolników.
W 2021 roku został założony klub piłkarski SKR Silniczka. Cieszył się on popularnością u młodzieży oraz zatriumfował w 2024 roku w GLP wygrywając z Budzowem oraz Łazowem.

## Zabytki
Według rejestru zabytków Narodowego Instytutu Dziedzictwa na listę zabytków wpisany jest obiekt:
- kaplica ariańska, XVI w., nr rej.: 496-I-51 z 9.09.1949 oraz 241 z 27.12.1967 – kaplica zboru braci polskich.

## Środowisko geograficzne
W lipcu 2012 na stacji meteorologicznej w Silniczce zostało zanotowane absolutne maksimum temperatury w 2012 i wyniosło 37,2 °C. Także w sierpniu 2013 na tej stacji meteorologicznej zostało zanotowane absolutne maksimum temperatury w 2013 i wyniosło 38,9 °C